# Fundacja Wsparcia Nauki i Biznesu
Fundacja Wsparcia Nauki i Biznesu – organizacja pozarządowa działająca na obszarze północno-wschodniej Polski. Została powołana w grudniu 2017 roku, a oficjalną działalność rozpoczęła od wpisu do KRS 5 kwietnia 2018 roku. Funkcję prezesa pełni Adam Waszkiewicz.
Fundacja wspiera rozwój społeczno-gospodarczy Warmii i Mazur poprzez działalność oświatową, projekty skierowane do rodzin i promocję turystyki. Prowadzi dwie jednostki oświatowe: Mazurski Uniwersytet Ludowy w Ełku oraz Centrum Kształcenia Ustawicznego - Akademię WNiB. W ramach organizacji działa przedsiębiorstwo społeczne, które wypracowane zyski z usług rozwojowych i wynajmu sprzętu przeznacza na realizację celów statutowych.

## Działalność
Działalność fundacji związana jest z edukacją formalną i nieformalną, pomocą rodzinom w trudnej sytuacji życiowej, aktywizacją lokalnych środowisk, zwiększeniem partycypacji społecznej grup marginalizowanych i ochroną dziedzictwa kulturowego Warmii i Mazur. Od 2018 roku w okresie letnim prowadzi coroczną akcję "Poznaj Miasto z Przewodnikiem", w czasie której wykwalifikowani przewodnicy turystyczni bezpłatnie oprowadzają mieszkańców miasta i turystów po Ełku. W marcu 2021 roku fundacja zainicjowała program #WsparcieRodzin, na który składają się projekty dla rodzin wielodzietnych i wielopokoleniowych, których członkami są osoby starsze i z niepełnosprawnością. Od 2022 roku realizuje projekty zawodowe dla osób długotrwale bezrobotnych z powiatów: ełckiego, piskiego i giżyckiego.   
Organizacja podejmuje starania związane z upamiętnieniem ważnych dla regionu Mazur postaci. W 2019 roku ustawiła na cmentarzu żydowskim w Ełku pomnik upamiętniający dawnych mieszkańców miasta pochodzenia żydowskiego. W 2020 roku ufundowała pomnik Alfredowi Böhmerowi, pionierowi niemieckiej fotografii piktorialnej. W 2021 roku odsłoniła tablicę poświęconą Edwardowi Małłkowi, bratu Karola Małłka, pierwszemu pastorowi Parafii Ewangelicko-Metodystycznej w Ełku. W 2022 roku była fundatorem tablicy ku czci Ferdinanda Puzicha.   

## Mazurski Uniwersytet Ludowy w Ełku

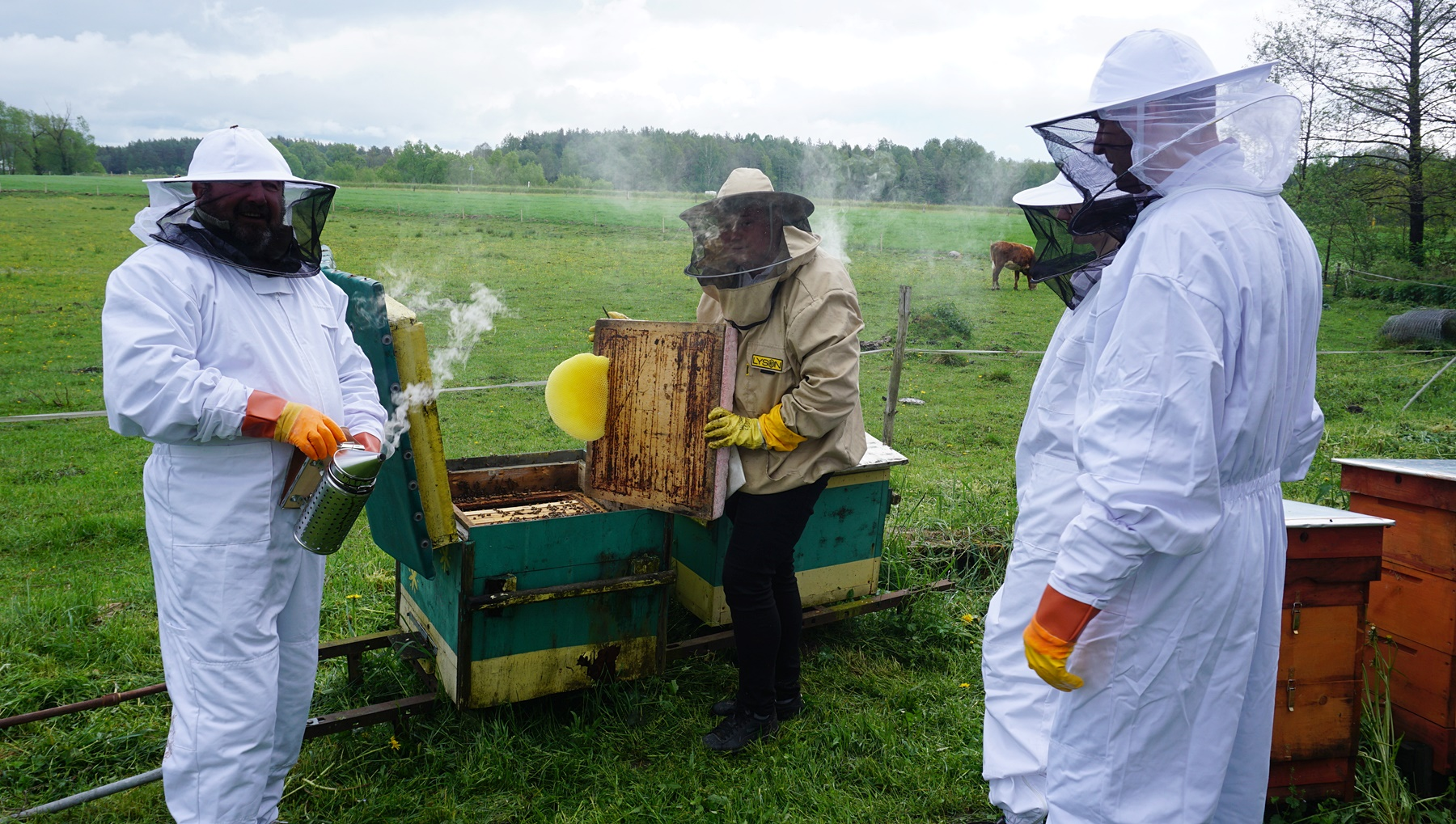
Kurs pszczelarstwa

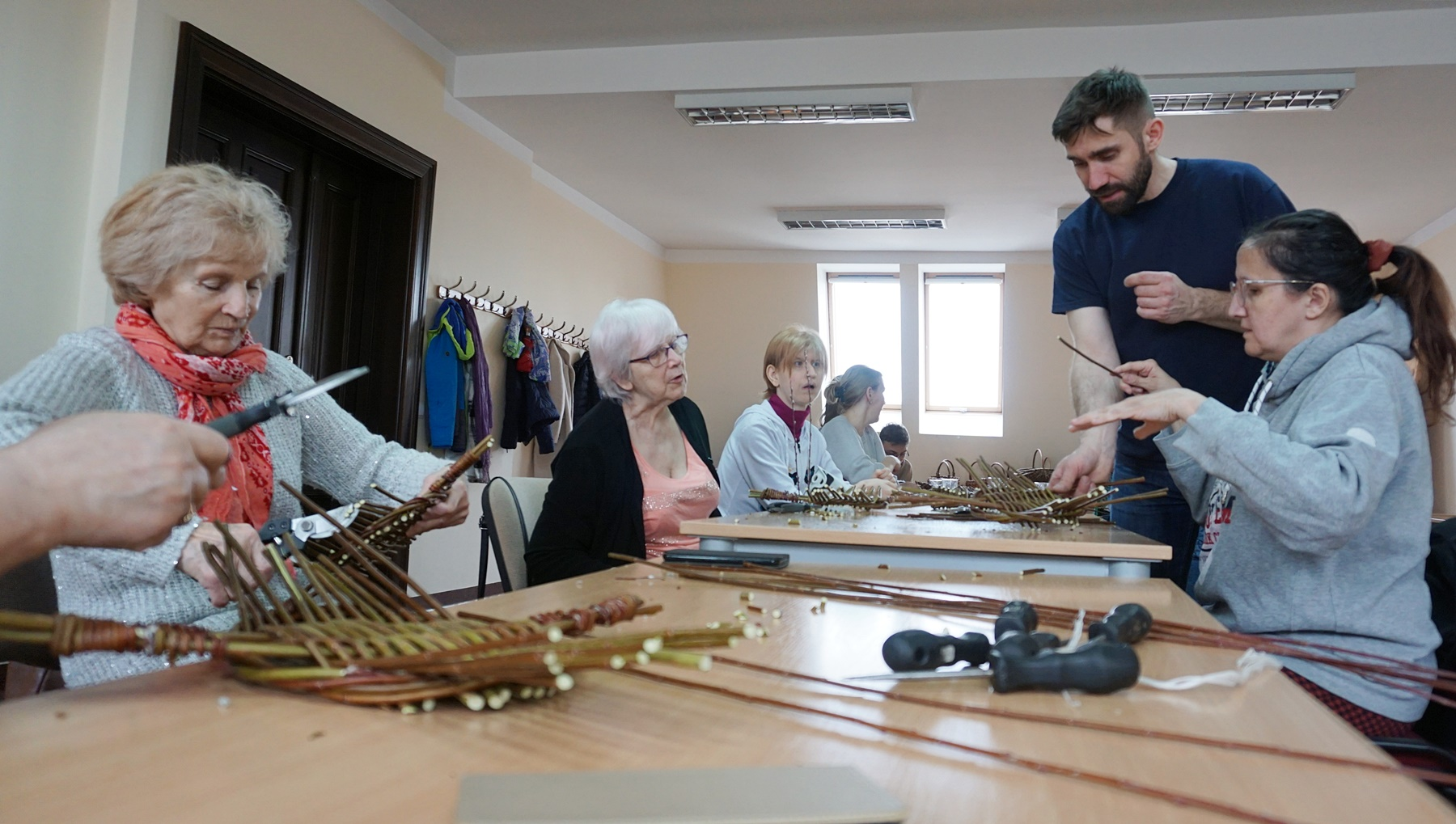
Warsztaty wikliniarskie

Fundacja powołała Mazurski Uniwersytet Ludowy w Ełku w 2020 roku. Jest to placówka nieformalnej edukacji osób dorosłych wykorzystująca w pracy elementy pedagogiki grundtvigiańskiej, takie jak: stosowanie żywego słowa, budowanie więzi między słuchaczami i wzbudzanie w nich motywacji do dalszego rozwoju, a także łączenie różnych nurtów i dziedzin wiedzy. Odbiorcami są głównie osoby zamieszkujące tereny wiejskie. Mazurski Uniwersytet Ludowy w Ełku jest jedynym uniwersytetem ludowym z obszaru Mazur.
Realizując misję krzewienia mazurskiej kultury w 2022 roku wydał niekomercyjną płytę pt. "My, Mazurzy" zawierającą teksty kultury z terenów Mazur z XVIII, XIX i XX wieku. Na płycie wystąpiła gościnnie Monika Wierzbicka.